# Nikolle Correa
Nikolle Del Rio Aid Correa (nascida em 13 de fevereiro de 1985, em Sabará, em Minas Gerais) é uma jogadora brasileira de vôlei. Ela tem 1.84m de altura e joga como ponta. Atualmente joga no São Caetano.

## Carreira
A carreira de Nikolle Correa começou em 2002, nas fileiras do Rio de Janeiro Vôlei Clube. Em 2003, foi contratada pelo Osasco Voleibol Clube, com quem disputou duas temporadas, conquistando o maior número de edições do campeonato brasileiro. Na temporada 2005-06, jogou pela primeira vez no exterior, em cotnrato com o Voleibol Aragona, na Série A2 italiana. Após a temporada na Itália, ela foi contratada pelo VakıfBank Güneş Sigorta Spor Kulübü para o campeonato turco, antes de retornar ao Brasil, em 2007, para jogar pelo Esporte Clube Pinheiros.
Na temporada 2008-09, ela voltou a jogar na Série A2 italiana, vestindo a camisa do Life Volley Milano. No final da temporada, ela voltou ao Brasil, em contrato com o Sport Club do Recife. Em 2010, foi contratada pela equipe grega do AEK Atenas. Na temporada 2011-12, voltou a jogar no Brasil pelo Grêmio Recreativo e Esportivo Reunidas. Na temporada 2013-14, após um ano de inatividade, ela foi contratada pelo CTGM, de São Luís.

## Clubes
| Clube                      | De              | Até          |
| -------------------------- | --------------- | ------------ |
| Rio de Janeiro Volei Clube | 2001-2002       | 2002-2003    |
| Grêmio de Volei Osasco     | 2003-2004       | 2004-2005    |
| Regatas do Flamengo Clube  | 2005-2005       | 2005-2005    |
| Pallavolo Aragona          | 2005-2006       | 2005-2006    |
| VB Gunes Sigorta           | 2006-2007       | 2006-2007    |
| EC Pinheiros               | 2007-2008       | 2007-2008    |
| Voleibol Clube Milano      | 2008-2009       | 2008-2009    |
| Esportes Recife            | 2009-2010       | 2009-2010    |
| AEK Atenas                 | 2010-2011       | 2010-2011    |
| Volei Futuro               | 2011-2012       | 2011-2012    |
| Maranhão Volei             | 2013-2014       | 2014-2015    |
| Dauphines Charleroi        | 2015-2016       | 2015-2016    |
| São Caetano                | 2016-2017       | 2016-2017    |
| Sesi-SP                    | 2017-2018       | 2017-2018    |
| CS Dinamo Bucureşti        | 2018-2019       | 2018-2019    |
| Salva-vidas Generika-Ayala | Janeiro de 2019 | maio de 2019 |
| Wisla Warszawa             | 2019-2020       | …            |

## Prêmios
Campeonato Mundial Sub 18
- Finalista: 2001

Campeonato Brasileiro
- Vencedora: 2004, 2005.